# Brachymesia gravida
Brachymesia gravida – gatunek ważki z rodziny ważkowatych (Libellulidae). Występuje na terenie Ameryki Północnej.